# Daniel Gerroll
Daniel Gerroll (Londen, 16 oktober 1951) is een Brits/Amerikaans acteur.

## Biografie
Gerroll werd geboren in Londen en volgde zijn middelbare school in Zwitserland, hierna ging hij studeren aan de Nottingham Trent University in Nottingham waar hij recht en filosofie studeerde. Het acteren leerde hij aan de Central School of Speech and Drama in Londen, tegelijkertijd speelde hij diverse rollen in lokale theaters in Engeland. In 1980 verhuisde hij naar New York waar hij ging spelen in theaters en later ook voor televisie. 
Gerroll is in 1986 getrouwd met Patricia Kalember en hebben drie kinderen.

## Filmografie

### Films
Uitgezonderd korte films.
- 2016 Custody - als Campbell Fisher
- 2015 Those People - als Dick Adler
- 2015 Touched with Fire - als dr. Lyon
- 2014 Free the Nipple - als baas
- 2014 Still Alice - als Eric Wellman
- 2014 Freedom - als Herbert Barton
- 2014 The Amazing Spider-Man 2 - als hoofd osCorp afdeling
- 2012 Dark Horse – als Godfrey Miller
- 2010 Hetrosexuals – als Ryan
- 2006 The Namesake – als Gerald
- 1993 Zelda – als Maxwell Perkins
- 1993 Caught in the Act – als David Marston
- 1993 A Far Off Place – als John Winslow
- 1991 Drop Dead Fred – als Nigel Cronlin
- 1991 Eyes of a Witness – als Alan
- 1988 Big Business – als Chuck
- 1987 Happy New Year – als curator
- 1987 84 Charing Cross Road – als Brian
- 1981 Chariots of Fire – als Henry Stallard
- 1980 Sir Henry at Rawlinson End – als Ralph Rawlinson

### Televisieseries
Uitgezonderd eenmalige gastrollen.
- 2022 Partner Track - als Raymond Vanderlin - 4 afl.
- 2016 Madoff - als Rene-Thierry De La Villehuchet - 4 afl.
- 2010 Ugly Betty – als Lindsay Dunne – 2 afl.
- 2008 The Starter Wife – als Davi Shea – 8 afl.
- 2008 Cashmere Mafia – als Clive Hughes – 4 afl.
- 1998 – 1999 Sex and the City – als mr. Marvelous – 2 afl.
- 1997 One Life to Live – als dr. Wiliam Klauss - ? afl.
- 1997 Liberty! The American Revolution – als generaal Charles Cornwallis – 4 afl.
- 1994 – 1995 Sisters – als dr. David Caspian – 11 afl.
- 1993 Knots Landing – als Nigel Treadwall – 3 afl.
- 1982 The Woman in White – als Walter Hatright – 4 afl.
- 1979 – 1981 Bless Me Father – als Johnny Downes – 2 afl.
- 1979 Horse in the House – als Don Green – 2 afl.

## Theaterwerk opBroadway
- 2003 Enchanted April – als Frederick Arnott
- 1998 High Society – als Seth Lord
- 1991 The Homecomming – als Lenny
- 1983 Plenty – als Mick

- International Standard Name Identifier: 0000 0000 6770 6367
- Library of Congress Control Number: n97003804
- Nationale Bibliotheek van Israël: 987007350240605171
- Virtual International Authority File: 91827620
- WorldCat: E39PBJcwFgH4cgYc3DdCpr9hpP